# Metropolia greco-ortodossa di Atlanta

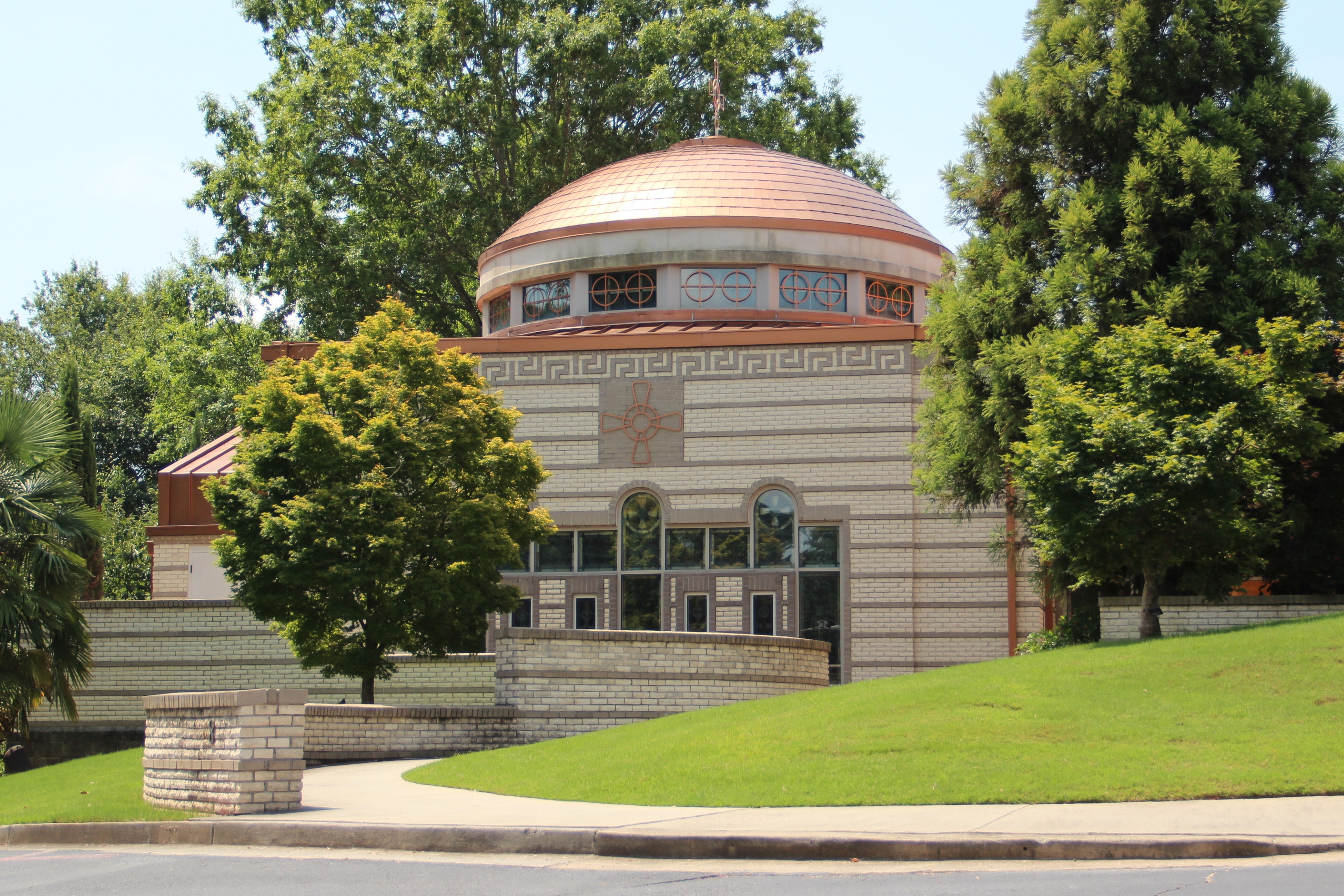
La cattedrale dell'Annunciazione di Atlanta.

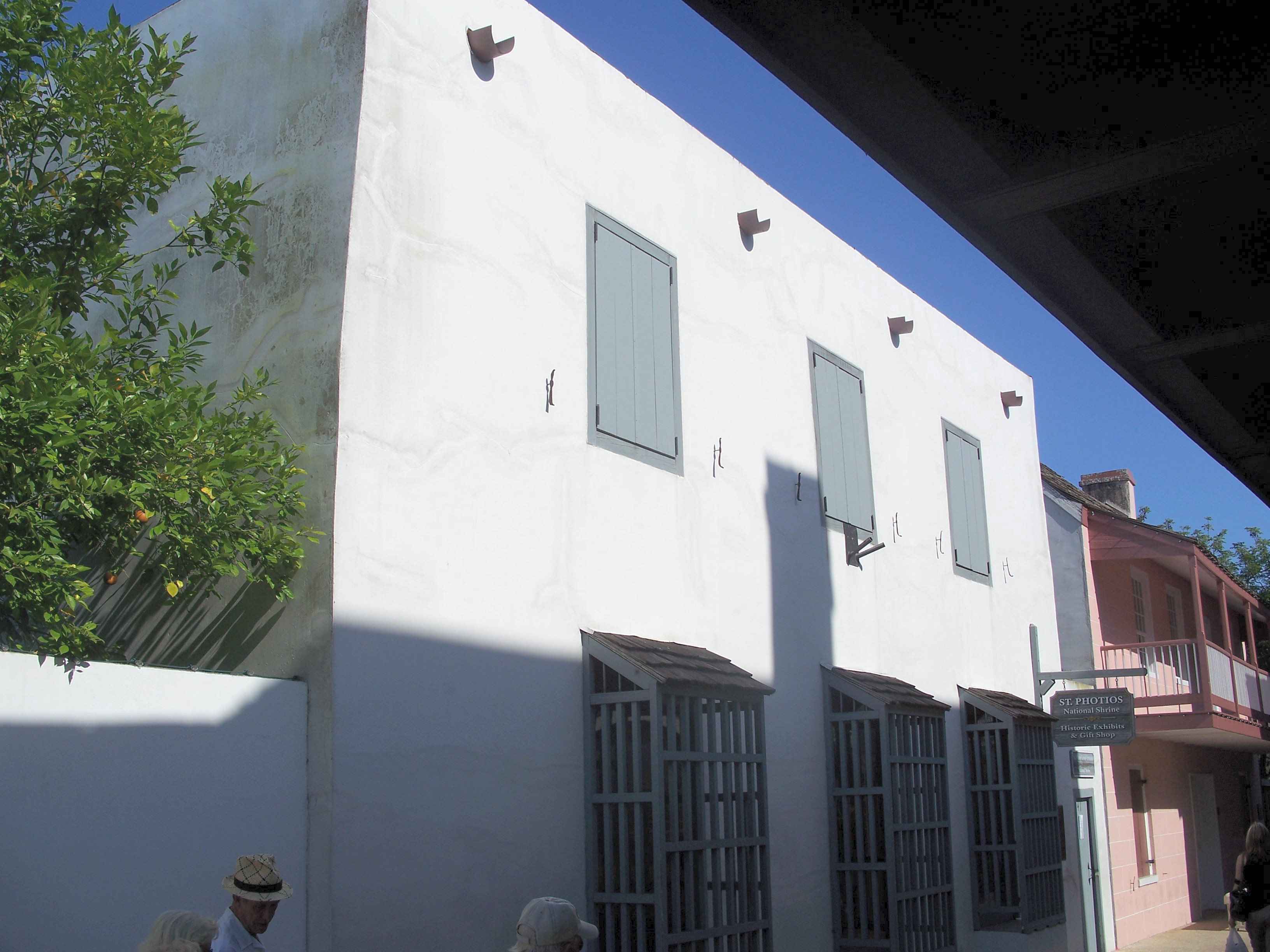
La Avero House di St. Augustine in Florida, santuario nazionale della Chiesa greco-ortodossa d'America.

La metropolia greco-ortodossa di Atlanta (lingua inglese: Greek Orthodox Metropolis of Atlanta; lingua greca: Ἱερὰ Μητρόπολις Ἀτλάντας) è una circoscrizione ecclesiastica dell'arcidiocesi greco-ortodossa d'America sotto la guida spirituale e la giurisdizione del patriarcato ecumenico di Costantinopoli.
Dal 1999 è metropolita di Atlanta Alexios Panagiotopoulos.

## Territorio
La metropolia comprende 63 parrocchie nella parte sudorientale dell'Arcidiocesi d'America e ha giurisdizione sui seguenti stati americani: Alabama, Florida, Georgia, Mississippi, Carolina del Nord, Carolina del Sud, Louisiana (in parte) e Tennessee (in parte).
Sede del metropolita è la città di Atlanta, dove si trova la cattedrale dell'Annunciazione.
Nel territorio sorgono cinque comunità monastiche: il monastero dell'Annunciazione a Reddick (Florida), il monastero  Panagia Vlahernon a Williston (Florida), il monastero  Panagia Pammakaristos a Lawsonville (Carolina del Nord), il monastero  Panagia Prousiotissa a Troy (Carolina del Nord), e il monastero del Paraclito a Abbeville (Carolina del Sud).
A St. Augustine in Florida si trova la  Avero House, dedicata ai primi coloni greci che raggiunsero l'America nel 1768, e al suo interno è posta la cappella di San Fozio, che è il santuario nazionale della Chiesa greco-ortodossa d'America.

## Storia
Il territorio dell'odierna metropolia venne servito per la prima volta da vescovi greco-ortodossi a partire dal 1942 quando, nel contesto dell'Arcidiocesi del Nord e Sudamerica, venne istituito a Charlotte, nella Carolina del Nord, un distretto arcidiocesano (Archdiocesan district), a capo del quale fu posto un vescovo titolare (Assistant Bishop) per la cura pastorale dei fedeli. La sede del vescovo fu traslata a New Orleans, in Louisiana, nel 1960, per ritornare a Charlotte nel 1964.
In seguito alla riorganizzazione delle chiese greco-ortodosse americane, il 15 marzo 1979 fu eretta la diocesi di Charlotte sotto l'autorità dell'arcivescovo d'America. In seguito al trasferimento della sede vescovile a Atlanta, nel 1981 la diocesi mutò il proprio nome in "diocesi di Atlanta". Il 20 dicembre 2002 la diocesi è stata elevata al rango di sede metropolitana.

## Cronotassi[2]
- John Kalogerakis † (15 marzo 1979 - 15 marzo 1988 dimesso)
- Philip Koutoufas † (2 aprile 1992 - 29 dicembre 1995 deceduto)
- Alexios Panagiotopoulos, dal 3 marzo 1999